# Perfusionist
Perfusionist kallas en medicinskt utbildad person som sköter hjärt-lungmaskinen under operation. Yrkesbenämningen kommer av perfusion, genomströmning (av vätska). Perfusionisten manövrerar maskinen så att den leder blodet förbi hjärta och lungor. Kirurgen kan då arbeta med det stillastående hjärtat. Blodet syresätts av maskinen och leds sedan tillbaka in i patientens kropp.
Perfusionistens roll är livsviktig vid en hjärt-lungoperation. Perfusionisten sköter hjärt-lungmaskinen som tar över blodcirkulationen som då sker utanför kroppen. Patientens hjärta stannas och genom hjärt-lungmaskinen tillförs hjärtat en iskall blod-kaliumlösning. 
De flesta perfusionister har en bakgrund som anestesi- eller intensivvårdssjuksköterska, men kan även vara ingenjör eller biomedicinsk analytiker. Utöver detta krävs två års grundutbildning (vilket ger en mastersexamen) som bedrivs vid Den Skandinaviske Skole for Kardiovaskulær Teknologi i Århus, Danmark.